# Miguel Ángel Portugal
Miguel Ángel Portugal Vicario (Quintanilla de las Viñas, 28 de novembro de 1955) é um treinador e ex-futebolista espanhol que atuava como meia. Atualmente, treina o Jorge Wilstermann.

## Carreira

### Jogador
Deu os primeiros chutes aos dez anos, ainda na equipe do colégio. Portugal iniciou sua carreira dentro das quatro linhas no Burgos CF, tendo passado durante uma temporada emprestado ao Mirandés.
Posteriormente defendeu o Real Madrid por quatro temporadas, sendo que durante a sua passagem pelo clube Merengue esteve emprestado ao Cádiz.
Também defendeu o Rayo Vallecano, Castellón, retornou ao Burgos, aonde esteve por duas temporadas, e também o Córdoba.

### Treinador
Em meados dos anos 90, após se aposentar profissionalmente, ficou durante quatro temporadas parado, antes virar treinador, primeiramente no time juvenil do San Esteban e depois assumiu o comando do Arandina.
Em seguida, comandou o Real Madrid C e B.
No ano de 1999, comandou o Toledo, até então na Segunda Divisão espanhola, porém permaneceu no clube por apenas um mês.
Depois de alguns anos fora do futebol, comandou o Córdoba  para então retornar ao Real Madrid Castilla.
Em julho de 2006, assume o comando do Racing Santander, estando durante uma temporada. retornando ao comando do Racing, em meados de 2009. culminando na permanência da equipe na temporada 2009-10 e estando em boa parte da temporada seguinte. 
De 2012 ao início de 2014, comanda o Bolivar, onde conquistou o Torneio Clausura na temporada 2012/2013 e foi vice-campeão do Torneio Apertura 2013/2014.
No dia 8 de janeiro de 2014, Miguel Portugal foi apresentado e oficializado como o novo técnico do Atlético Paranaense. No dia 19 de maio, pediu demissão após um empate em casa com a Chapecoense pela 5ª rodada do Campeonato Brasileiro. Ao todo, comandou o Furacão em 13 partidas, com 5 vitórias, 2 empates e 6 derrotas.
Em agosto de 2015, assumiu a Seleção Boliviana, mas ficou apenas duas semanas no cargo.
No final de 2018, acerta com o Jorge Wilsterman.

## Títulos

### Como treinador
Bolívar
- Campeonato Boliviano: 2012–13

### Como jogador
Real Madrid
- Campeonato Espanhol: 1979–80
- Copa do Rei: 1979–80